# Theodor Adorno
Theodor Wiesengrund Adorno, född 11 september 1903 i Frankfurt am Main, död 6 augusti 1969 i Visp, Schweiz, var en tysk filosof, sociolog, kompositör, och musikteoretiker. Adorno räknas som en av de viktigaste företrädarna för den så kallade Frankfurtskolan.

## Verk
1924 disputerade Adorno på en avhandling om Edmund Husserl. 1931 fick han venia legendi och blev privatdozent i filosofi vid Johann Wolfgang Goethe-universitet i Frankfurt am Main, Tyskland, på en avhandling om Søren Kierkegaards estetik. Han fortsatte sin bana vid Institut für Sozialforschung i Frankfurt under Max Horkheimers ledning. Från 1934 var han verksam i Oxford, 1938 emigrerade han till USA, först New York, där han var verksam som musikforskare, senare i Los Angeles.
I Los Angeles författade han ett berömt verk, Dialektik der Aufklärung (Upplysningens dialektik, 1947) i samarbete med Max Horkheimer och sin fru Gretel Adorno (född Karplus). Den beskriver människans förnekelse av naturen, till förmån för den samhälleliga andra naturen.
Naturen (som också är människans natur och ursprung) begränsar hennes frihet och har därför bekämpats av människan. Människans vapen mot naturen är teknologi och hon våldför sig på naturen med hjälp av den. Då människan är en del av naturen och samtidigt bekämpar densamma så blir resultatet att människan bekämpar sig själv. Den kamp mot naturen som skulle befria människan har i det moderna industrialiserade samhället blivit orsak till allt större lidande. Den teknologi som skulle befria människan från naturens tvång har istället tvingat in henne i ett samhällstvång genom att hon måste underordna sig produktionsapparaten (förvärvsarbeta) och underkasta sig systemet för lag och ordning. Adorno menade att den civiliserade människans syn på sig själv är en förfalskning och med en förfalskad syn på sig själv kan man inte leva ett riktigt liv.[källa behövs]
Människan måste minnas sig själv som natur. Att vara "civiliserad" innebär att förtrycka sin natur; detta är hämtat från Sigmund Freud som menar att människan förtrycker sin natur (detet) genom att kontrollera sina instinktiva (djuriska) impulser. Denna kontroll består i särskilda tabun som kan variera olika kulturer emellan men som får som resultat av ett 'jag' som ställer sig "utanför" naturen. Då människan i sanning är del av naturen så innebär våldet mot naturen våld emot mänskligheten själv. År 1950 återvände Adorno till födelsestaden Frankfurt för att tillträda en professur i filosofi.
Adorno var såväl influerad av som kritisk mot både psykoanalys och västerländsk marxism.

## Musikteori
Parallellt med att Adorno verkade som filosof var Adorno verksam som tonsättare och musikforskare. Inom det senare området blev den polemiska skriften Philosophie der Neuen Musik (1949, Den nya musikens filosofi) betydelsefull, men också mycket omdebatterad. 
Adorno använde i mycket samma kategorier och mönster som Horkheimer och han själv presenterat i Dialektik der Aufklärung och överförde dessa på debatten om den moderna konstmusiken. Han framställde Arnold Schönberg och Alban Berg (Adorno hade själv studerat komposition för Berg) och deras tolvtonsteknik som uttryck för det nya och för en framstegsanda, medan han uttryckte klar distans till Igor Stravinskij och dennes tillbakablickande, neoklassiska estetik. Som tonsättare fick Adorno själv aldrig samma uppmärksamhet som inom sina andra verksamhetsfält; han försökte sig bland annat på att skriva en opera Der Schatz des Indianer-Joe efter Mark Twain.

### Kampmusik
Adorno menade att så kallad "kampmusik", gjorde det fruktansvärda och omänskliga i världen till något som helt plötsligt var möjligt att konsumera, och dessutom njuta av.

### Svenska översättningar
- Upplysningens dialektik: filosofiska fragment (Dialektik der Aufklärung) (tillsammans med Max Horkheimer) (översättning Lars Bjurman, Carl-Henning Wijkmark, Röda bokförlaget, 1981). Ny, rev. uppl.: Daidalos, 1997
- Minima Moralia: reflexioner ur det stympade livet (Minima moralia) (översättning Lars Bjurman, Arkiv förlag, 1986)
- Inledning till musiksociologin (Einleitung in die Musiksoziologie) (översättning Hartmut Apitzsch, Cavefors, 1976)
- Kritisk teori: en introduktion (Theodor W. Adorno [m.fl.], översättning Joachim Retzlaff m.fl., Daidalos, 1987)
- Egentlighetsjargongen: till den tyska ideologin (Jargon der Eigentlichkeit) (översättning Lars Bjurman, Symposion, 1996)
- Mahler: en musikalisk fysionomi (översättning Sven-Olov Wallenstein, Bokförlaget Faethon, 2019)
- Negativ dialektik (översättning Sven-Olov Wallenstein, Glänta Produktion, 2019)
- Estetisk teori (översättning Sven-Olov Wallenstein, Glänta Produktion, 2019)